# Gardnar Mulloy
Gardnar Putnam "Gar" Mulloy (Washington, 22 de novembro de 1913 - 14 de novembro de 2016) foi um tenista estadunidense. Foi campeão de cinco Grand Slam em duplas. 